# Podłęcze (województwo mazowieckie)
Podłęcze – wieś sołecka w Polsce położona w województwie mazowieckim, w powiecie piaseczyńskim, w gminie Góra Kalwaria.
| SIMC    | Nazwa                | Rodzaj    |
| ------- | -------------------- | --------- |
| 0001962 | Podłęcze Brzeskie    | część wsi |
| 0001979 | Podłęcze Wólczyńskie | część wsi |

W latach 1975–1998 miejscowość położona była w województwie warszawskim.
Podłęcze rozwija się od kilku lat. Na jego terenie znajduje się sklep wielobranżowy, stadnina koni oraz boisko i świetlica wiejska. Działa tu też prężnie Koło Gospodyń Wiejskich „Wisełka”. W 2022 Koło „Wisełka” uzyskało wyróżnienie w konkursie „Nowoczesna polska wieś” organizowanym przez Agencję Restrukturyzacji i Modernizacji Rolnictwa.